# دفان

تعديل مصدري - تعديل

دفان هي إحدى قرى عزلة سرار بمديرية سرار التابعة لمحافظة أبين، بلغ تعداد سكانها 72 نسمة حسب تعداد اليمن لعام 2004.